# Ámbitos. Revista de Estudios de Ciencias Sociales y Humanidades

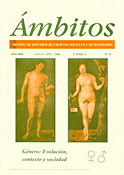
Portada del número 1 de Ámbitos. Revista de Estudios de Ciencias Sociales y Humanidades

Ámbitos. Revista de Estudios de Ciencias Sociales y Humanidades es una revista científica nacida en el seno de la Asociación de Estudios de Ciencias Sociales y Humanidades, cuya sede está en la ciudad de Montilla, (Córdoba) (España).
Su ámbito es multidisciplinar,aunque en su mayoría está dedicada a temas históricos y humanísticos en general, ya que ese es el fin de la asociación que la edita. 
Como publicación tiene carácter semestral, habiéndose publicado su primer número en 1999. Todos los artículos presentados han de ser revisados y aprobados por una comisión científica compuesta de entendidos en cada materia, siendo en su mayoría profesores-doctores de la Universidad de Córdoba (España) (UCO).
Los artículos de Ámbitos son indexados de forma sistematizada al menos en las siguientes bases de datos: CBUA, CCUC, COMPLUDOC, DIALNET, IN-RECS, ISOC, LATINDEX, RBIC, REBIUN y Regesta Imperii (Akademie der Wissenschaften und der Literatur, Maguncia, Alemania).
Asimismo, Ámbitos se incluye en ERIH PLUS (European Reference Index for the Humanities and Social Sciences, Norwegian Social Science Data Services), MIAR (Matriz de Información para el Análisis de Revistas, Universidad de Barcelona), CIRC (Clasificación Integrada de Revistas Científicas) y DICE-CINDOC (Difusión y Calidad Editorial de las Revistas Españolas de Humanidades y Ciencias Sociales y Jurídicas, CSIC), plataformas de referencia de la ANECA, la ANEP y la CNEAI.

## Relevancia científica
En 2012 según la Clasificación Integrada de las Revistas Científicas (CIRC): alcanzó la clasificación: "B"

## ISSN
ISSN 	1575-2100